# Anais (Charente-Maritime)
Cet article possède des homonymes et des paronymes, voir Anais.
Anais est une commune du Sud-Ouest de la France située dans le département de la Charente-Maritime, en région Nouvelle-Aquitaine.
Commune de la région naturelle du Marais poitevin, elle est incluse dans le parc naturel régional du Marais poitevin.

## Géographie

### Bourg et lieu-dit
C'est dans la commune d'Anais que les eaux du Curé et du Virson se rejoignent au lieu-dit le Gouffre, endroit où commence le canal du Curé en limite communale de la commune voisine d'Angliers.
Le village d'Anais a une particularité, il est constitué de deux parties bien distinctes, distantes de plusieurs centaines de mètres. Dans la partie appelée Anais, il y a l'église, le cimetière, quelques maisons d'habitation et des fermes, dans l'autre partie nommée les Rivières d'Anais il y a la mairie, une école communale et la presque totalité des habitations des Anaisiens. Anais se situe sur un coteau calcaire peu élevé, d'une altitude d'environ 13 mètres, et se trouve environné de nombreux marais, étant dans la partie méridionale du Marais poitevin tout en faisant partie géographiquement et historiquement de la plaine de l'Aunis.
C'est dans cette partie du Marais poitevin que le cours du Curé entre dans la vaste cuvette marécageuse après avoir quitté les derniers terrains calcaires de l'Aunis dans la commune voisine de Bouhet.

### Communes limitrophes
| Vérines                            | Angliers | Saint-Sauveur-d'Aunis |
| Saint-Médard-d'Aunis (quadripoint) | Anais    | Le Gué-d'Alleré       |
| Saint-Christophe                   | Virson   | Bouhet                |

## Urbanisme

### Typologie
Au 1er janvier 2024, Anais est catégorisée commune rurale à habitat dispersé, selon la nouvelle grille communale de densité à 7 niveaux définie par l'Insee en 2022.
Elle est située hors unité urbaine. Par ailleurs la commune fait partie de l'aire d'attraction de La Rochelle, dont elle est une commune de la couronne,. Cette aire, qui regroupe 72 communes, est catégorisée dans les aires de 200 000 à moins de 700 000 habitants,.

### Occupation des sols
L'occupation des sols de la commune, telle qu'elle ressort de la base de données européenne d’occupation biophysique des sols Corine Land Cover (CLC), est marquée par l'importance des territoires agricoles (93,9 % en 2018), une proportion sensiblement équivalente à celle de 1990 (94,2 %). La répartition détaillée en 2018 est la suivante : 
terres arables (72,5 %), prairies (16,7 %), zones agricoles hétérogènes (4,6 %), zones urbanisées (3,5 %), forêts (2,7 %). L'évolution de l’occupation des sols de la commune et de ses infrastructures peut être observée sur les différentes représentations cartographiques du territoire : la carte de Cassini (XVIIIe siècle), la carte d'état-major (1820-1866) et les cartes ou photos aériennes de l'IGN pour la période actuelle (1950 à aujourd'hui).

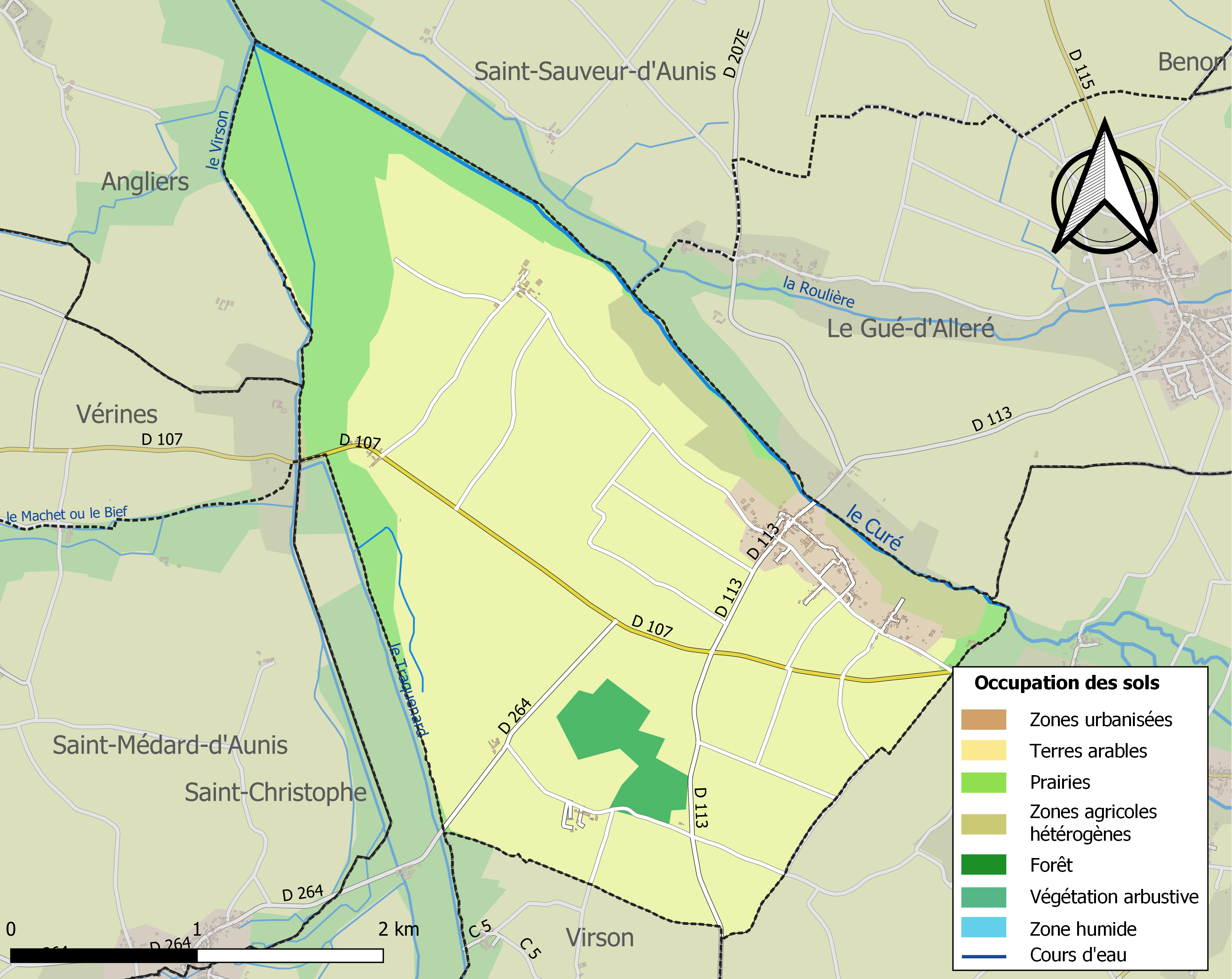
Carte des infrastructures et de l'occupation des sols de la commune en 2018 (CLC).

### Voies de communication et transports

#### Gares et haltes ferroviaires
- Surgères (TGV) 14 km
- Mer 17,8 km
- Aytré (halte) 18,1 km
- Mauzé-sur-le-Mignon (halte) 18,2 km
- Châtelaillon 18,5 km

#### Aéroport et aérodrome
- La Rochelle (Laleu) 22,1 km
- Rochefort - Saint-Agnant 33,8 km
- Niort 41,4 km

### Risques majeurs
Le territoire de la commune d'Anais est vulnérable à différents aléas naturels : météorologiques (tempête, orage, neige, grand froid, canicule ou sécheresse), inondations, mouvements de terrains et séisme (sismicité modérée). Il est également exposé à un risque technologique,  le transport de matières dangereuses. Un site publié par le BRGM permet d'évaluer simplement et rapidement les risques d'un bien localisé soit par son adresse soit par le numéro de sa parcelle.

#### Risques naturels
Certaines parties du territoire communal sont susceptibles d’être affectées par le risque d’inondation par débordement de cours d'eau, notamment le Curé. La commune a été reconnue en état de catastrophe naturelle au titre des dommages causés par les inondations et coulées de boue survenues en 1982, 1999 et 2010,.
La commune est vulnérable au risque de mouvements de terrainsdes tassements différentiels.
Par ailleurs, afin de mieux appréhender le risque d’affaissement de terrain, l'inventaire national des cavités souterraines permet de localiser celles situées sur la commune.
Concernant les mouvements de terrains, la commune a été reconnue en état de catastrophe naturelle au titre des dommages causés par la sécheresse en 2003 et par des mouvements de terrain en 1999 et 2010.

#### Risques technologiques
Le risque de transport de matières dangereuses sur la commune est lié à sa traversée par une ou des infrastructures routières ou ferroviaires importantes ou la présence d'une canalisation de transport d'hydrocarbures. Un accident se produisant sur de telles infrastructures est susceptible d’avoir des effets graves sur les biens, les personnes ou l'environnement, selon la nature du matériau transporté. Des dispositions d’urbanisme peuvent être préconisées en conséquence.

## Toponymie
Comme son homonyme de Charente, Anais pourrait être issue du latin Annacum ou villa Anni signifiant que le village aurait été construit autour de la propriété d'un riche gallo-romain nommé Annus.[réf. nécessaire]

## Politique et administration

### Liste des maires
| Période                                  | Période  | Identité          | Étiquette | Qualité                                               |
| ---------------------------------------- | -------- | ----------------- | --------- | ----------------------------------------------------- |
| avant 1988                               | ?        | Jean Guéret       | MRG       | Conseiller général du canton de La Jarrie (1976-1982) |
| 2001                                     | 2014     | Gérard Grelier    | SE        | Retraité                                              |
| 2014                                     | 2020     | Bruno Gautronneau | DVG       | Agriculteur                                           |
| 2020                                     | En cours | Hervé Gaildrat    |           |                                                       |
| Les données manquantes sont à compléter. |          |                   |           |                                                       |

## Démographie
Les habitants sont appelés les Anaisiens.

### Évolution démographique
L'évolution du nombre d'habitants est connue à travers les recensements de la population effectués dans la commune depuis 1793. Pour les communes de moins de 10 000 habitants, une enquête de recensement portant sur toute la population est réalisée tous les cinq ans, les populations de référence des années intermédiaires étant quant à elles estimées par interpolation ou extrapolation. Pour la commune, le premier recensement exhaustif entrant dans le cadre du nouveau dispositif a été réalisé en 2004.

En 2022, la commune comptait 318 habitants, en évolution de −1,55 % par rapport à 2016 (Charente-Maritime : +4,04 %, France hors Mayotte : +2,11 %).
| 1793 | 1800 | 1806 | 1821 | 1831 | 1836 | 1841 | 1846 | 1851 |
| ---- | ---- | ---- | ---- | ---- | ---- | ---- | ---- | ---- |
| 210  | 257  | 254  | 262  | 281  | 303  | 310  | 287  | 297  |

| 1856 | 1861 | 1866 | 1872 | 1876 | 1881 | 1886 | 1891 | 1896 |
| ---- | ---- | ---- | ---- | ---- | ---- | ---- | ---- | ---- |
| 321  | 311  | 331  | 340  | 327  | 303  | 275  | 297  | 327  |

| 1901 | 1906 | 1911 | 1921 | 1926 | 1931 | 1936 | 1946 | 1954 |
| ---- | ---- | ---- | ---- | ---- | ---- | ---- | ---- | ---- |
| 309  | 271  | 279  | 276  | 247  | 243  | 226  | 202  | 200  |

| 1962 | 1968 | 1975 | 1982 | 1990 | 1999 | 2004 | 2006 | 2009 |
| ---- | ---- | ---- | ---- | ---- | ---- | ---- | ---- | ---- |
| 184  | 197  | 195  | 211  | 231  | 210  | 244  | 270  | 313  |

| 2014 | 2019 | 2022 | - | - | - | - | - | - |
| ---- | ---- | ---- | - | - | - | - | - | - |
| 327  | 313  | 318  | - | - | - | - | - | - |

### Pyramide des âges
La population de la commune est relativement jeune.
En 2018, le taux de personnes d'un âge inférieur à 30 ans s'élève à 31,3 %, soit au-dessus de la moyenne départementale (29 %). À l'inverse, le taux de personnes d'âge supérieur à 60 ans est de 22,7 % la même année, alors qu'il est de 34,9 % au niveau départemental.
En 2018, la commune comptait 163 hommes pour 153 femmes, soit un taux de 51,58 % d'hommes, largement supérieur au taux départemental (47,85 %).
Les pyramides des âges de la commune et du département s'établissent comme suit.
| Hommes | Classe d’âge | Femmes |
| ------ | ------------ | ------ |
| 0,0    | 90 ou +      | 0,0    |
| 6,2    | 75-89 ans    | 3,9    |
| 17,4   | 60-74 ans    | 17,8   |
| 29,8   | 45-59 ans    | 23,0   |
| 16,8   | 30-44 ans    | 22,4   |
| 13,0   | 15-29 ans    | 13,2   |
| 16,8   | 0-14 ans     | 19,7   |

| Hommes | Classe d’âge | Femmes |
| ------ | ------------ | ------ |
| 1,1    | 90 ou +      | 2,6    |
| 10,1   | 75-89 ans    | 12,6   |
| 22     | 60-74 ans    | 23,2   |
| 20,1   | 45-59 ans    | 19,7   |
| 16,1   | 30-44 ans    | 15,6   |
| 15,2   | 15-29 ans    | 12,7   |
| 15,4   | 0-14 ans     | 13,6   |

## Culture locale et patrimoine

### Lieux et monuments

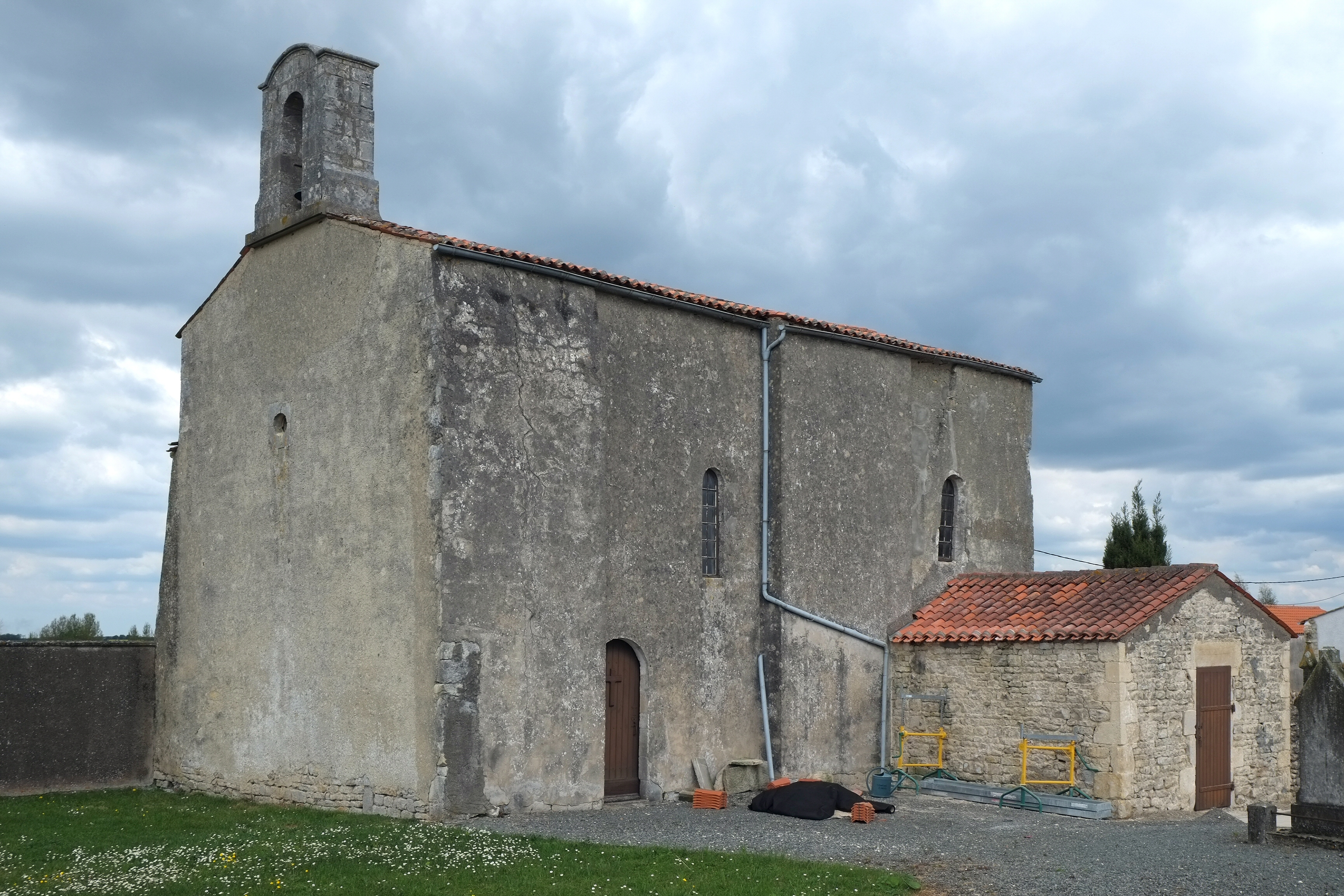
Église Saint-Pierre.

- L'église Saint-Pierre du Xe siècle.

## Pour approfondir